# Grand Prix Japonska 2015
Grand Prix Japonska 2015 (oficiálně 2015 Formula 1 Japanese Grand Prix) se jela na okruhu Suzuka Circuit nedaleko města Suzuka v Japonsku dne 27. září 2015. Závod byl čtrnáctým v pořadí v sezóně 2015 šampionátu Formule 1.

## Kvalifikace
| Poř.                       | No. | Jezdec           | Konstruktér             | Časy v kvalifikaci | Časy v kvalifikaci | Časy v kvalifikaci | Pořadí na startu |
| Poř.                       | No. | Jezdec           | Konstruktér             | Q1                 | Q2                 | Q3                 | Pořadí na startu |
| -------------------------- | --- | ---------------- | ----------------------- | ------------------ | ------------------ | ------------------ | ---------------- |
| 1                          | 6   | Nico Rosberg     | Mercedes                | 1:33.015           | 1:32.632           | 1:32.584           | 1                |
| 2                          | 44  | Lewis Hamilton   | Mercedes                | 1:32.844           | 1:32.789           | 1:32.660           | 2                |
| 3                          | 77  | Valtteri Bottas  | Williams-Mercedes       | 1:34.326           | 1:33.416           | 1:33.024           | 3                |
| 4                          | 5   | Sebastian Vettel | Ferrari                 | 1:34.431           | 1:33.844           | 1:33.245           | 4                |
| 5                          | 19  | Felipe Massa     | Williams-Mercedes       | 1:34.744           | 1:33.377           | 1:33.337           | 5                |
| 6                          | 7   | Kimi Räikkönen   | Ferrari                 | 1:34.171           | 1:33.361           | 1:33.347           | 6                |
| 7                          | 3   | Daniel Ricciardo | Red Bull Racing-Renault | 1:34.399           | 1:34.153           | 1:33.497           | 7                |
| 8                          | 8   | Romain Grosjean  | Lotus-Mercedes          | 1:34.398           | 1:34.278           | 1:33.967           | 8                |
| 9                          | 11  | Sergio Pérez     | Force India-Mercedes    | 1:35.001           | 1:34.174           | Bez času           | 9                |
| 10                         | 26  | Daniil Kvjat     | Red Bull Racing-Renault | 1:34.646           | 1:34.201           | Bez času           | PL               |
| 11                         | 27  | Nico Hülkenberg  | Force India-Mercedes    | 1:35.328           | 1:34.390           |                    | 13               |
| 12                         | 55  | Carlos Sainz Jr. | Toro Rosso-Renault      | 1:34.873           | 1:34.453           |                    | 10               |
| 13                         | 13  | Pastor Maldonado | Lotus-Mercedes          | 1:34.796           | 1:34.497           |                    | 11               |
| 14                         | 14  | Fernando Alonso  | McLaren-Honda           | 1:35.467           | 1:34.785           |                    | 12               |
| 15                         | 33  | Max Verstappen   | Toro Rosso-Renault      | 1:34.522           | Bez času           |                    | 17               |
| 16                         | 22  | Jenson Button    | McLaren-Honda           | 1:35.664           |                    |                    | 14               |
| 17                         | 9   | Marcus Ericsson  | Sauber-Ferrari          | 1:35.673           |                    |                    | 15               |
| 18                         | 12  | Felipe Nasr      | Sauber-Ferrari          | 1:35.760           |                    |                    | 16               |
| 19                         | 28  | Will Stevens     | MRT-Ferrari             | 1:38.783           |                    |                    | 18               |
| 107% času vítěze: 1:39.343 |     |                  |                         |                    |                    |                    |                  |
| —                          | 53  | Alexander Rossi  | MRT-Ferrari             | 1:47.114           |                    |                    | 19               |
| Zdroj:                     |     |                  |                         |                    |                    |                    |                  |

Poznámky
1. ↑  Daniil Kvjat musel kvůli výměně šasi startovat z boxové uličky.
2. ↑  Nico Hülkenberg obdržel trest posunu o 3 místa vzad za zavinění kolize v předchozím závodě.
3. ↑  Max Verstappen obdržel trest posunu o 3 místa vzad za zastavení na nebezpečném místě v kvalifikaci.
4. ↑  Alexander Rossi nezaznamenal čas, kterým by se kvalifikoval ve 107 % času vítěze. Start mu byl povolen sportovními komisaři.

## Závod
| Poř.   | No. | Jezdec           | Konstruktér             | Počet kol | Čas/Odstoupení | Pořadí na startu | Body |
| ------ | --- | ---------------- | ----------------------- | --------- | -------------- | ---------------- | ---- |
| 1      | 44  | Lewis Hamilton   | Mercedes                | 53        | 1:28:06.508    | 2                | 25   |
| 2      | 6   | Nico Rosberg     | Mercedes                | 53        | +18.964        | 1                | 18   |
| 3      | 5   | Sebastian Vettel | Ferrari                 | 53        | +20.850        | 4                | 15   |
| 4      | 7   | Kimi Räikkönen   | Ferrari                 | 53        | +33.768        | 6                | 12   |
| 5      | 77  | Valtteri Bottas  | Williams-Mercedes       | 53        | +36.746        | 3                | 10   |
| 6      | 27  | Nico Hülkenberg  | Force India-Mercedes    | 53        | +55.559        | 13               | 8    |
| 7      | 8   | Romain Grosjean  | Lotus-Mercedes          | 53        | +1:12.298      | 8                | 6    |
| 8      | 13  | Pastor Maldonado | Lotus-Mercedes          | 53        | +1:13.575      | 11               | 4    |
| 9      | 33  | Max Verstappen   | Toro Rosso-Renault      | 53        | +1:35.315      | 17               | 2    |
| 10     | 55  | Carlos Sainz Jr. | Toro Rosso-Renault      | 52        | +1 kolo        | 10               | 1    |
| 11     | 14  | Fernando Alonso  | McLaren-Honda           | 52        | +1 kolo        | 12               |      |
| 12     | 11  | Sergio Pérez     | Force India-Mercedes    | 52        | +1 kolo        | 9                |      |
| 13     | 26  | Daniil Kvjat     | Red Bull Racing-Renault | 52        | +1 kolo        | PL               |      |
| 14     | 9   | Marcus Ericsson  | Sauber-Ferrari          | 52        | +1 kolo        | 15               |      |
| 15     | 3   | Daniel Ricciardo | Red Bull Racing-Renault | 52        | +1 kolo        | 7                |      |
| 16     | 22  | Jenson Button    | McLaren-Honda           | 52        | +1 kolo        | 14               |      |
| 17     | 19  | Felipe Massa     | Williams-Mercedes       | 51        | +2 kola        | 5                |      |
| 18     | 53  | Alexander Rossi  | MRT-Ferrari             | 51        | +2 kola        | 19               |      |
| 19     | 28  | Will Stevens     | MRT-Ferrari             | 50        | +3 kola        | 18               |      |
| 20     | 12  | Felipe Nasr      | Sauber-Ferrari          | 49        | Mechanika      | 16               |      |
| Zdroj: |     |                  |                         |           |                |                  |      |

Poznámky
1. ↑  Felipe Nasr odstoupil ze závodu, ale byl klasifikován, protože odjel více než 90 % délky závodu.

## Průběžné pořadí po závodě
- Tučně jsou vyznačeni jezdci a týmy se šancí získat titul v Poháru jezdců nebo konstruktérů.

Pohár jezdců
|  | Pořadí | Jezdec           | Body |
|  | ------ | ---------------- | ---- |
|  | 1      | Lewis Hamilton   | 277  |
|  | 2      | Nico Rosberg     | 229  |
|  | 3      | Sebastian Vettel | 218  |
|  | 4      | Kimi Räikkönen   | 119  |
|  | 5      | Valtteri Bottas  | 111  |

Pohár konstruktérů
|  | Pořadí | Konstruktér             | Body |
|  | ------ | ----------------------- | ---- |
|  | 1      | Mercedes                | 506  |
|  | 2      | Ferrari                 | 337  |
|  | 3      | Williams-Mercedes       | 208  |
|  | 4      | Red Bull Racing-Renault | 139  |
|  | 5      | Force India-Mercedes    | 77   |